# Национальная библиотека Пуэрто-Рико

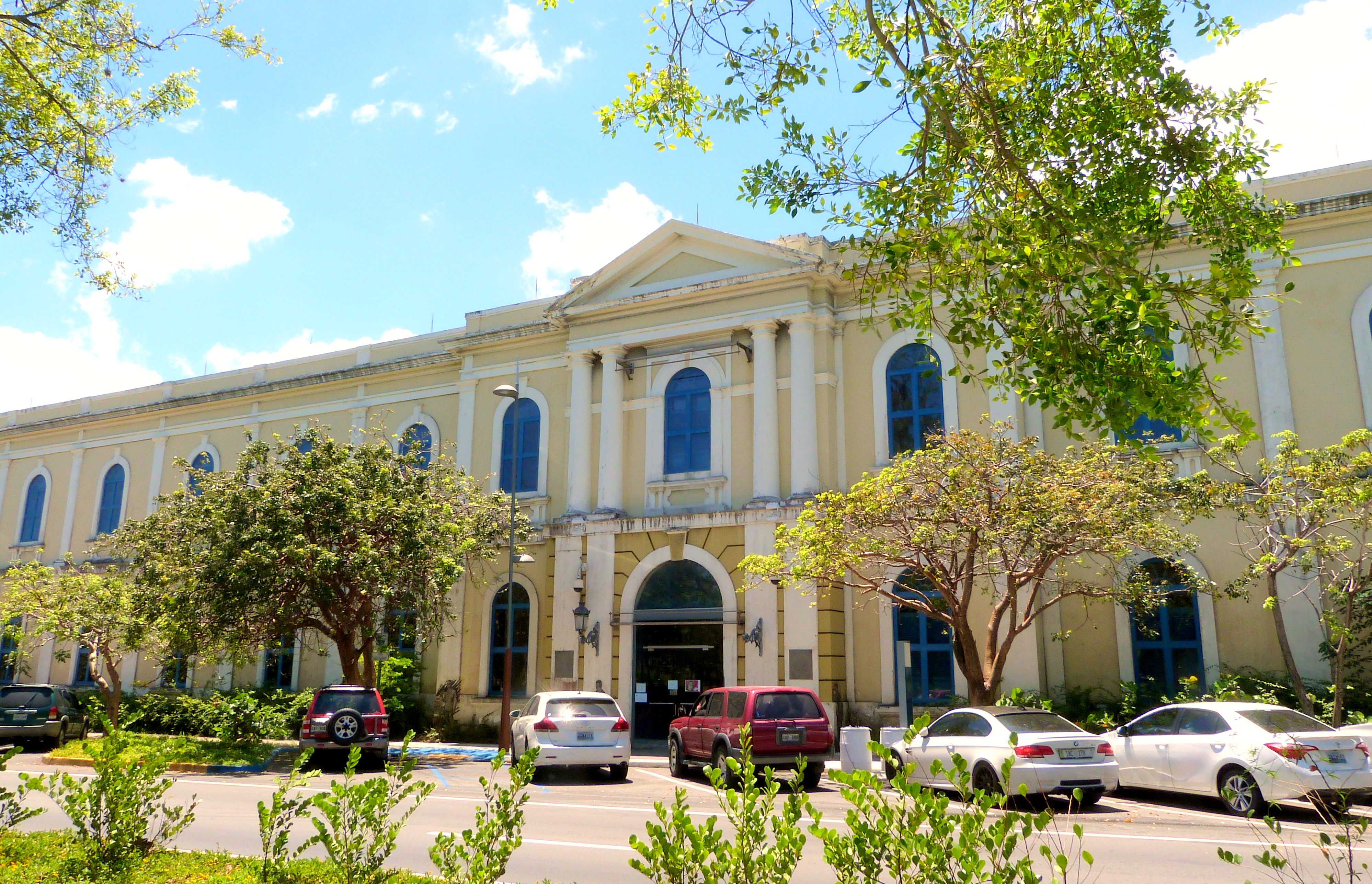
Biblioteca Nacional de Puerto Rico в Сан-Хуане (фото 2017)

Национальная библиотека Пуэрто-Рико (исп. Biblioteca Nacional de Puerto Rico) - национальная библиотека Пуэрто-Рико. Она была официально открыта 11 апреля 1973 года. Библиотека была создана Совместным постановлением № 44 1967 года, которое позже было отменено и заменено Act № 188 из 2003 г. Библиотека принадлежит Институт пуэрто-риканской культуры.
Библиотека разделяет свое классическое здание XIX века (одно время флагманский завод Bacardi Rum) с  Генеральным архивом Пуэрто-Рико.
Библиотека состоит в  Ассоциации иберо-американских государств по развитию национальных библиотек Иберо-Америки  (ABINIA).
В 2020 в период пандемии Ассоциация библиотекарей Пуэрто-Рико запустила информационную кампанию против дезинформации о COVID-19 (на испанском языке).

## Фонды
Специализированные коллекции библиотеки включают:
- доминиканскую коллекцию религиозных книг в кожаном переплете, датируемую XVI-XIX веками,
- коллекцию Эугенио Марии де Остоса, которая включает 1300 оцифрованных рукописей,
- частную коллекцию Конча Мелендеса[исп.] , литературного критика и бывшего профессора кафедры литературы Университета Пуэрто-Рико . [3]

## Здание
Здание расположено между Старым Сан-Хуаном - колониальным городом - и Конференц-центром Пуэрто-Рико, где в 2011 году прошел 77-й Всемирный конгресс библиотек и информации Международной федерации библиотечных ассоциаций и учреждений. В Конгрессе приняло участие более 3500 представителей библиотек и библиотечных учреждений различных типов из 120 стран. 
Оно выходит на парк Луиса Муньоса Ривера, а из его окон открывается вид на залив. Здание полностью кондиционировано и имеет бесплатный доступ в Интернет.
Библиотека и архив разделяют амфитеатр на 119 мест на уровне улицы.  Здание было внесено в Национальный реестр исторических мест в 1976 году.

## внешняя ссылка
- www.icp.gobierno.pr/programas/biblioteca-nacional-de-puerto-rico - official site (in Spanish)
- Welcome information by Josefina Gómez de Hillyer, Library Director
- History of the Library by  Juan Torres Rivera (in Spanish)